# Assigny (Sena Marítim)
Assigny és un municipi francès situat al departament del Sena Marítim i a la regió de Normandia. L'any 2007 tenia 329 habitants.

## Demografia

### Població
El 2007 la població de fet d'Assigny era de 329 persones. Hi havia 132 famílies de les quals 28 eren unipersonals (20 homes vivint sols i 8 dones vivint soles), 48 parelles sense fills, 48 parelles amb fills i 8 famílies monoparentals amb fills.
La població ha evolucionat segons el següent gràfic:
Habitants censats

### Habitatges
El 2007 hi havia 149 habitatges, 135 eren l'habitatge principal de la família, 10 eren segones residències i 4 estaven desocupats. 146 eren cases i 1 era un apartament. Dels 135 habitatges principals, 118 estaven ocupats pels seus propietaris, 15 estaven llogats i ocupats pels llogaters i 2 estaven cedits a títol gratuït; 2 tenien dues cambres, 29 en tenien tres, 42 en tenien quatre i 62 en tenien cinc o més. 120 habitatges disposaven pel capbaix d'una plaça de pàrquing. A 63 habitatges hi havia un automòbil i a 58 n'hi havia dos o més.

### Piràmide de població
La piràmide de població per edats i sexe el 2009 era:
| Homes | Edats   | Dones |
| ----- | ------- | ----- |
| 0     | 95 o +  | 0     |
| 0     | 90 a 94 | 0     |
| 0     | 85 a 89 | 0     |
| 0     | 80 a 84 | 0     |
| 4     | 75 a 79 | 4     |
| 8     | 70 a 74 | 12    |
| 12    | 65 a 69 | 8     |
| 8     | 60 a 64 | 16    |
| 0     | 55 a 59 | 4     |
| 8     | 50 a 54 | 8     |
| 8     | 45 a 49 | 12    |
| 12    | 40 a 44 | 8     |
| 20    | 35 a 39 | 4     |
| 20    | 30 a 34 | 16    |
| 4     | 25 a 29 | 8     |
| 20    | 20 a 24 | 4     |
| 12    | 15 a 19 | 12    |
| 4     | 10 a 14 | 12    |
| 0     | 5 a 9   | 8     |
| 16    | 0 a 4   | 4     |

## Economia
El 2007 la població en edat de treballar era de 208 persones, 156 eren actives i 52 eren inactives. De les 156 persones actives 136 estaven ocupades (80 homes i 56 dones) i 20 estaven aturades (7 homes i 13 dones). De les 52 persones inactives 28 estaven jubilades, 14 estaven estudiant i 10 estaven classificades com a «altres inactius».

### Ingressos
El 2009 a Assigny hi havia 136 unitats fiscals que integraven 357,5 persones, la mediana anual d'ingressos fiscals per persona era de 16.630 €.

### Activitats econòmiques
Dels 7 establiments que hi havia el 2007, 1 era d'una empresa extractiva, 3 d'empreses de construcció, 1 d'una empresa financera i 2 d'empreses de serveis.
Dels 2 establiments de servei als particulars que hi havia el 2009, 1 era un paleta i 1 lampisteria.
L'any 2000 a Assigny hi havia 7 explotacions agrícoles que ocupaven un total de 524 hectàrees.

## Poblacions més properes
El següent diagrama mostra les poblacions més properes.